# ماكسيمو بلانكو
ماكسيمو بلانكو (بالإنجليزية: Maximo Blanco؛ مواليد 16 أكتوبر 1983) هو مُقاتل فنون قتالية مختلطة فنزويلي.

## وصلات خارجية
- ماكسيمو بلانكو على موقع يو إف سي (الإنجليزية)
- ماكسيمو بلانكو على موقع شيردوغ (الإنجليزية)
- ماكسيمو بلانكو على موقع Tapology.com (الإنجليزية)
- ماكسيمو بلانكو على موقع قاعدة بيانات المصارعة الدولية (الإنجليزية)
- ماكسيمو بلانكو على موقع IMDb (الإنجليزية)